# Johanna Wiedenbach
Johanna Wiedenbach, Ehename Johanna Wiedenbach-Wuerdinger, (* 1953 in Seckenhausen bei Bremen) ist eine deutsche Pianistin und Musikpädagogin. Seit 1995 ist sie als Professorin an der Hochschule für Musik und Theater Hamburg tätig.

## Leben
Johanna Wiedenbach erhielt bereits mit fünf Jahren ihren ersten Klavierunterricht, und mit acht Jahren wurde sie musikalisch von Uwe Gronostay betreut, so dass sie schon mit elf Jahren am Konservatorium Bremen in die Klasse von Marianne Krasmann aufgenommen wurde, die selbst noch eine Schülerin von Walter Gieseking war. Dort lernte sie Eliza Hansen kennen, die als Schülerin von Edwin Fischer und Artur Schnabel deren pianistische Traditionen fortführte. Indem Johanna Wiedenbach in ihrem pianistischen Können wesentlich von Eliza Hansen geprägt wurde, bei der sie ab 1972 studierte, steht sie damit in der Tradition bedeutendster Klavierpädagogen.
Mit 16 Jahren gab sie ihr Debüt als Konzertpianistin mit Mozarts Jeunehomme-Konzert (KV 271) in Bremen, mit 18 Jahren konzertierte sie mit Frédéric Chopins Klavierkonzert Nr.1 in e-Moll, wurde Bundessiegerin im Wettbewerb „Jugend Musiziert“  und begann ihr Studium in der Meisterklasse von Eliza Hansen. Sie wurde Stipendiatin der Studienstiftung des Deutschen Volkes und vertrat 1975 Deutschland auf dem „Interforum“ in Fertöd/Ungarn und Budapest mit Auszeichnung. 1978 bekam sie einen Lehrauftrag für Klavier an der Hamburger Musikhochschule, konzertierte mit Mendelssohns g-moll Klavierkonzert und besuchte einen Meisterkurs bei Wilhelm Kempff in Positano. Bevor Johanna Wiedenbach 1980 ihr Konzertexamen an der Hamburger Musikhochschule ablegte, hatte sie bereits die großen Klavierkonzerte Mozarts und Beethovens in vielen großen Konzerthallen Deutschlands und des europäischen Auslands mit namhaften Orchestern und Dirigenten gespielt. Sie erweiterte ihr Konzertrepertoire fortlaufend und ergänzte es um Kammermusik und Liedbegleitung.
Wiedenbach machte Schallplattenaufnahmen, Rundfunk-Einspielungen und Fernseh-Aufnahmen mit Cembalo-, Klavier- und Kammermusikwerken des Barock, der Klassik, der Romantik, der Spätromantik und der Neuen Musik. Sie trat in Filmen und Fernsehspielen, etwa mit Gert Fröbe in dem Film Der Konsul, als Pianistin auf. Ebenso gab sie zusammen mit bekannten Sängern und Instrumentalisten eine große Fülle von Musikabenden, und außerdem hat sie an vielfältigen literarisch-künstlerischen  Darstellungen als Cembalistin und Pianistin mitgewirkt.
2023 war sie Jury-Mitglied des Musikwettbewerbs Live Music Now.

## Musikpädagogische Leistungen
Johanna Wiedenbach unterrichtet an der Hamburger Musikhochschule Neben- und Hauptfach Klavier. 1995 wurde sie zur Professorin der Hochschule für Musik und Theater Hamburg ernannt. Neben ihren Unterrichtsverpflichtungen an der Hamburger Hochschule lehrt sie am International College of Music (kurz:ICoM). Ferner unterrichtet sie eine größere Anzahl von Schülerinnen und Schülern im pianistischen Elementarbereich. Darum arbeitet sie auch immer wieder in der Jury des Wettbewerbs Jugend Musiziert oder des Steinway-Wettbewerbs Hamburg mit.